# إسكوبار
 شركة إسكوبار هي شركة قابضة متعددة الجنسيات لشركة كولومبية شركة قابضة مقرها في ميدلين ، كولومبيا . تأسست بابلو إسكوبار في 1 مايو 1984، بعد يوم من اغتيال الكولومبي وزير العدل رودريغو لارا بونيلا  كوسيلة بتحويل مبالغ كبيرة من النقد خارج كولومبيا بمساعدة شقيقه روبرتو دي خيسوس إسكوبار غافيريا . والشركة معروفة بسيطرتها وبسيطرتها وقيادتها من قبل روبرتو دي خيسوس إسكوبار جافيريا،  الذي يعمل كمؤسس ، وأولوف ك. غوستافسون ، الرئيس التنفيذي للشركة.

## التاريخ
تأسست شركة إسكوبار في الأصل في 1 مايو 1984  من قِبل بابلو إميليو إسكوبار غافيريا ، بعد يوم من اغتيال وزير العدل الكولومبي رودريغو لارا بونيلا  كوسيلة بتحويل مبالغ كبيرة من النقد خارج كولومبيا بمساعدة شقيقه روبرتو دي خيسوس إسكوبار غافيريا . و ساعد في غسل الأموال بأكثر من 420 مليون دولار من الأرباح التي حققها بابلو إسكوبار في الأسبوع. تم تعليق الشركة وأنشطتها عندما استسلم روبرتو إسكوبار للسلطات في 8 أكتوبر 1992.

## إعادة التأسيس 2014
وقد أعادته الشركة عن طريق روبرتو اسكوبار في عام 2014 في ميديلين، كولومبيا  مع أولوف ك. غوستافسون و دانيال D. Reitberg كما التنفيذيين الرئيسيين، في محاولة لاكتساب والحفاظ على السيطرة على بابلو اسكوبار العلامة التجارية و اسكوبار العلامة التجارية العائلية. سجلت الشركة بنجاح حقوق الخلف في شقيقه في كاليفورنيا ، الولايات المتحدة.  كما سجلت الشركة بنجاح وحصلت على 10 علامات تجارية مع مكتب الولايات المتحدة للبراءات والعلامات التجارية .

## الصراع مع شركة Netflix
في 1 تموز (يوليو) 2016 ، أرسلت Escobar Inc خطابًا إلى Netflix Inc بخصوص مسلسل Narcos TV للمطالبة بمليار دولار كدفع مقابل الاستخدام غير المصرح به للمحتوى.  في 11 سبتمبر 2017 ، تم العثور على كارلوس مونيوز بورتال ، وهو موقع كشف يعمل لصالح نيتفليكس ، اغتيل في سيارته في المكسيك .  نفى روبرتو إسكوبار أي تورط وعرض على توفير الحماية للضحايا لـ Netflix .  حسم Escobar Inc و Netflix Inc في 6 نوفمبر 2017 النزاع على مبلغ لم يكشف عنه.  

## دونالد ج. ترامب
في 11 أبريل 2016 ، قبل الانتخابات الرئاسية للولايات المتحدة لعام 2016 ، أبلغت عنها واشنطن بوست بمساعدة مختبرات labs Zignal أن الرئيس التنفيذي لشركة Escobar Inc أولوف ك. غوستافسون ساعد المرشح الجمهوري دونالد ترامب في الحصول على متابعين لوسائل التواصل الاجتماعي  مما أدى إلى ارتفاع دونالد ترامب في وسائل التواصل الاجتماعي. في 8 يناير 2019 ، أطلق الرئيس التنفيذي لشركة Escobar Inc أولوف ك. غوستافسون 50 دولارًا مليون جمع التبرعات GoFundMe تحت اسمه نيابة عن Escobar Inc في محاولة لإقالة الرئيس دونالد ترامب.  بعد رفع 10 دولارات مليون في 10 ساعات ، تمت إزالة الصفحة من منصة GoFundMe.

## ايلون مسك وThe Boring Company
في يوليو 2019 ، بدأت شركة إسكوبار في بيع شعلة غاز البروبان التي صُنعت لتبدو وكأنها قاذف اللهب والمدير التنفيذي المُتهم لشركة ايلون مسك The Boring Company لسرقة الملكية الفكرية ، زاعمة أن شركة Boring Company الترويجية Not-a-Flamethrower تعتمد على تصميم قام به روبرتو إسكوبار. تمت مناقشته في عام 2017 مع مهندس مرتبط بـ ايلون مسك. عرضت شركة اسكوبارعلى ايلون مسك تسوية النزاع بمبلغ 100 مليون دولار ،  نقدًا أو أسهم تيسلا موتورز ، أو بدلاً من ذلك لاستخدام النظام القانوني ليصبح المدير التنفيذي الجديد لشركة تيسلا موتورز.